# Ischnus velutinus
Ischnus velutinus là một loài tò vò trong họ Ichneumonidae.